# Isosaari (ö i Finland, Kajanaland, Kajana, lat 64,21, long 27,32)
Isosaari är en ö i Finland. Den ligger i Ule träsk och i kommunen Kajana i den ekonomiska regionen  Kajana ekonomiska region  och landskapet Kajanaland, i den centrala delen av landet, 500 km norr om huvudstaden Helsingfors. Öns area är 2,1 hektar och dess största längd är 250 meter i sydöst-nordvästlig riktning.